# Plan Foucheta
Plan Foucheta – zaproponowany w roku 1961 plan opracowania projektu układu ws. unii politycznej w Europie Zachodniej (tzw. Unii Narodów Europejskich).
Na przełomie lat 50. i 60. Francja pod rządami Charles'a de Gaulle'a dążyła do prowadzenia rozmów w sprawie utworzenia unii politycznej w Europie Zachodniej. Wskutek tego w dniach 10-11 lutego 1961 w Paryżu zorganizowano nieformalne spotkanie szefów państw EWG i rządów z udziałem ministrów spraw zagranicznych. W jego wyniku powstała grupa robocza pod przewodnictwem francuskiego ambasadora przy Wspólnotach Europejskich Christiana Foucheta złożona z przedstawicieli sześciu państw członkowskich. Prace grupy miały iść w kierunku przedstawienia propozycji dalszego pogłębiania integracji oraz odnowy instytucji kierowniczych Wspólnot. Wyniki prac grupy zostały przedstawione 19 października 1961 r. jako tzw. pierwszy plan Foucheta.
W planie pojawił się projekt traktatu założycielskiego Unii Europejskiej. Proponowano utworzenie Unii Państw opartej na współpracy międzyrządowej, która prowadziłaby wspólną politykę zagraniczną oraz, współpracując z innymi narodami, także obronną. Miałaby również rozwijać ścisłą współpracę na obszarze nauki i kultury. Celowo w planie pominięto kwestie ekonomiczne, by nie sprawiać wrażenia, iż Unia Państw dąży do kontroli Wspólnot.
Według planu organami Unii miałyby być m.in.:
- Rada, najważniejszy organ, składający się z szefów rządów, którzy mieliby spotykać się 3 razy rocznie oraz ministrów spraw zagranicznych, obradujących 4 razy do roku. Decyzje miałyby podejmować jednomyślnie.
- Komisja Polityczna, miałaby znajdować się w Paryżu, według planu nie powinna mieć charakteru instytucji supranacjonalnej, lecz składać się z wysokich urzędników ministerstw spraw zagranicznych państw członkowskich. Dysponowałaby personelem wykonującym jej zadania, mogłaby również tworzyć dodatkowe organy robocze. Do jej zadań należałoby m.in. opracowywanie propozycji decyzji dla Rady, a po ich podjęciu, ich wykonywanie.
- Zgromadzenie Wspólnot Europejskich, które debatowałoby we wszystkich sprawach Unii i uchwalało zalecenia.

Po trzech latach traktat miałby ulec rewizji, która polegałaby na ujednolicenia polityki zagranicznej i wzmocnieniu roli Wspólnot w ramach Unii. O ewentualnym poszerzeniu decydowałaby jednomyślna decyzja państw członkowskich.
Wobec planu Foucheta zastrzeżenia miały głównie Belgia i Holandia, które obawiały się o to, czy nie wpłynie on negatywnie na pozycję NATO. Poza tym Holandii zależało na włączeniu do Wspólnot Europejskich Wielkiej Brytanii. Trudności te pokonano na spotkaniu ministrów spraw zagranicznych EWG w Paryżu w grudniu 1961.
13 stycznia 1962 francuskie ministerstwo spraw zagranicznych opracowało nowy projekt, który uwzględniał wszystkie zastrzeżenia formułowane przez partnerów Francji, jednak generał de Gaulle naniósł poprawki, które zniweczyły osiągnięte porozumienie.
18 stycznia 1962 roku Francja zaprezentowała Komitetowi Foucheta nowy projekt, znany jako drugi plan Foucheta.